# Karl Volkmar Stoy
Karl Volkmar Stoy, född den 22 januari 1815 i Pegau (Sachsen), död den 23 januari 1885 i Jena, var en tysk pedagog.
Stoy var en av de främsta representanterna för den herbartska skolans pedagogik och grundläggare av det pedagogiska seminariet och övningsskolan vid universitetet i Jena, där han först verkade som privatdocent, sedan från 1874 som professor i pedagogik. Hans huvudarbete var Encyklopädie, Methodologie und Literatur der Pädagogik (1861; 2:a upplagan 1878).